# Chiloscyllium dolganovi
Espèce
Chiloscyllium dolganovi est un requin que l'on trouve au large de la Thaïlande, la Malaisie et l'Indonésie.

## Référence
- Kharin, 1987 : New and lesser known species of carpet shark (Orectolobidae) from Vietnamese waters with a note on species composition of the genus Chiloscyllium Müller et Henle, 1837. Voprosy Ikhtiologii 27-3 pp 362-368.